# Nalebinding

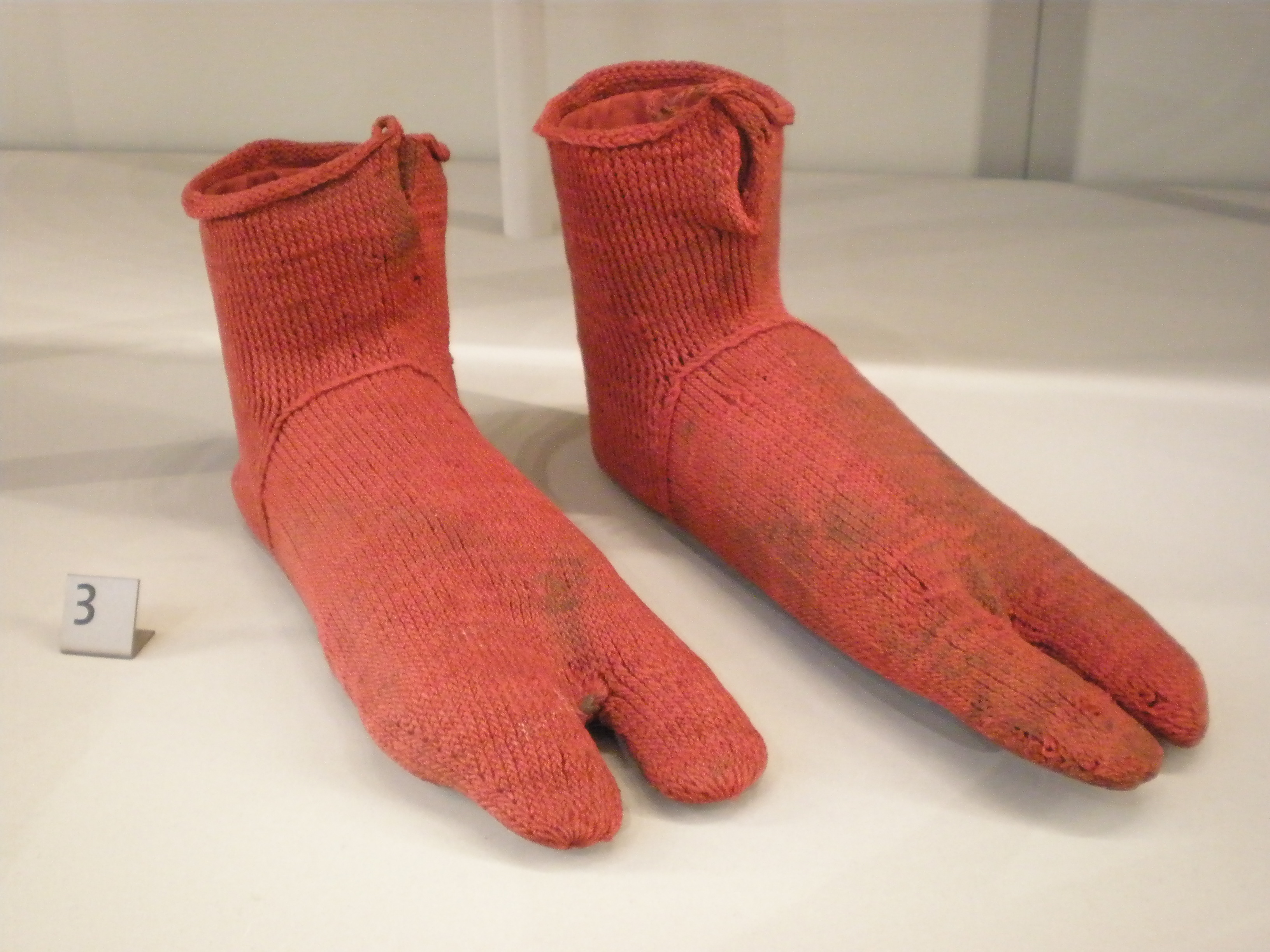
Calcetines Nålebound de Egipto (300-500 d. C.)

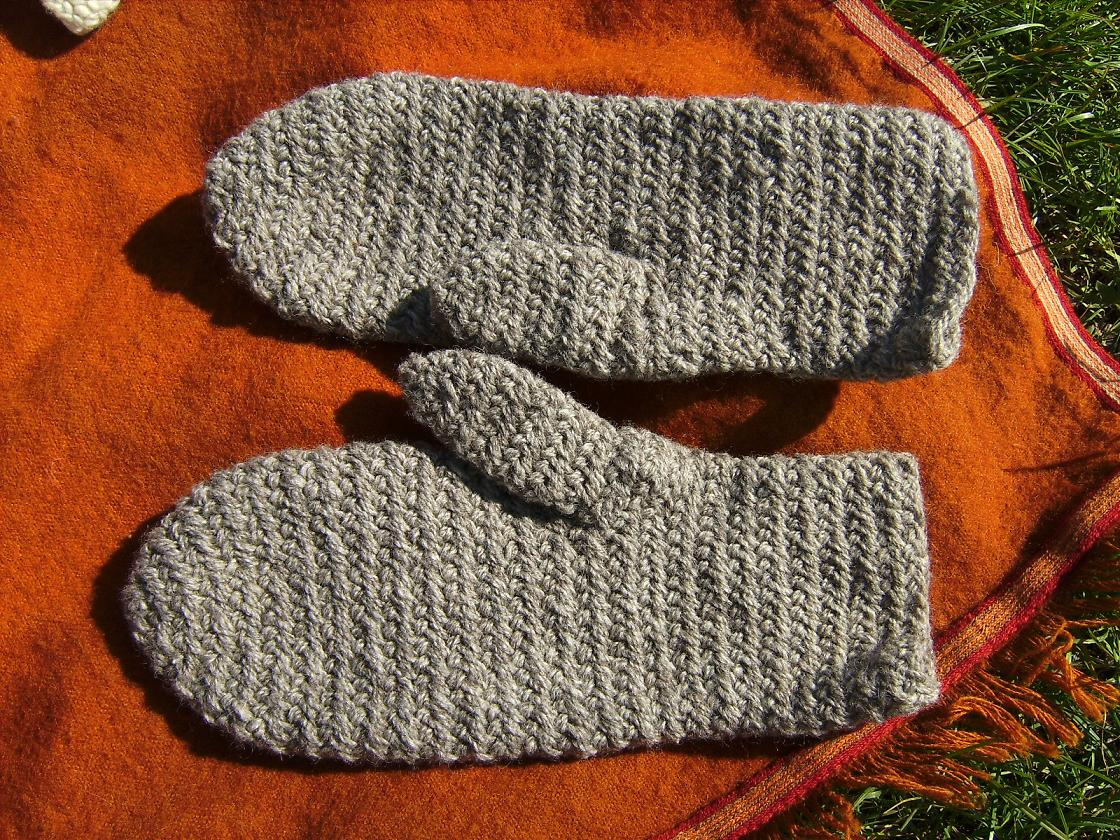
Manoplas hechas en "nålebinding"

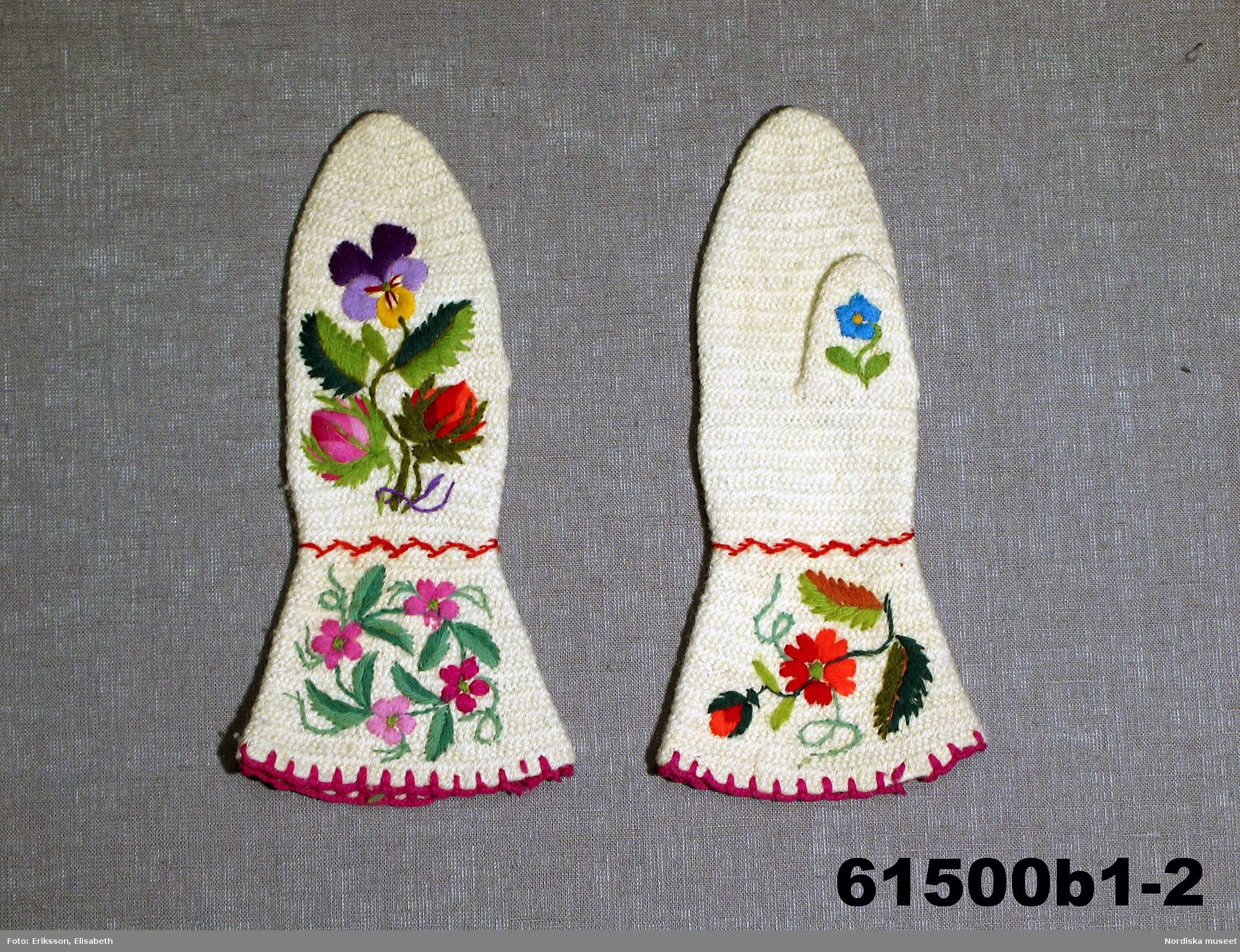
Manoplas suecas nålebinding, finales del.

Nålebinding (danés: literalmente 'atar con una aguja' o 'atar con aguja', también naalbinding, nålbinding, nålbindning o naalebinding) es una técnica de creación de tejidos anterior tanto al tejido como al ganchillo. También conocida en inglés como "red sin nudos", "tejer sin nudos", o "tejer con una sola aguja", la técnica se diferencia del ganchillo en que implica pasar la longitud total del hilo de trabajo a través de cada lazo, a diferencia del ganchillo donde el trabajo está formado solo por bucles, nunca involucrando el extremo libre. También se diferencia del tejido de punto en que los largos deben juntarse durante el proceso de armado, en lugar de una hebra continua de hilo que se puede sacar fácilmente. Los especímenes arqueológicos de telas hechas con nålebinding pueden ser difíciles de distinguir de las telas tejidas.
Nålebinding todavía es practicado por mujeres de la tribu Nanti, un pueblo indígena de la región de Camisea en Perú. Lo usan para hacer pulseras. Nålebinding también sigue siendo popular en los países escandinavos, así como en los Balcanes.

## Historia
El fragmento textil más antiguo conocido de nålbinding que data de c. 6500 a. C. fue encontrado en la cueva de Nahal Hemar, Israel. Otro hecho de fibra de líber de cal, del período Ertebølle del año 4200 a. C. fue encontrado en Tybrind Vig, un pueblo pesquero mesolítico en Dinamarca
Las muestras más antiguas conocidas de ropa tejida con una sola aguja incluyen las sandalias con estampado de colores de los cristianos coptos de Egipto (siglo IV d. C.) y los sombreros y chales de las culturas Paracas y Nazca en Perú, que datan de entre 300 a. C. y 300 d. C. 
Históricamente, las agujas estaban hechas de madera, asta o hueso. Las contemporáneas también incluyen plástico.
El nålbinding es anterior al tejido de punto y al ganchillo. Las muestras históricas a menudo se han identificado erróneamente como tejidos debido a lo similares que pueden aparecer en los productos terminados si se hacen con la puntada copta. A menudo, un historiador textil necesitará seguir de cerca el camino del hilo para identificar el artículo como tejido o nålbinding. Esto es posible conociendo las estructuras textiles creadas por las dos artesanías e identificando aquellas dentro del tejido o buscando un uso frecuente de unión de hilos.
El nålbinding se usó durante la era vikinga de 793–1066  en Escandinavia antes de que se conocieran el tejido y el ganchillo. Este fue un método efectivo para producir prendas resistentes y útiles.
El nålbinding requiere trabajar con varias piezas cortas de hilo (cada una por lo general de poco más de 2 metros de largo), que se conectan entre sí humedeciendo cada extremo para unirlos a través del fieltro, creando así la apariencia de un hilo continuo.
El término "nålebinding" se introdujo en la década de 1970.
Una pieza famosa de nålbinding es el 'calcetín de Coppergate' encontrado durante una excavación en el área de Coppergate en York. Una clara influencia vikinga en los textiles se encontró en los hallazgos en esta zona. Este era un calcetín de lana que fue creado utilizando una técnica nunca antes registrada en Inglaterra. El calcetín era como una zapatilla y habría cubierto todo el pie.
El nålbinding se usó en algunas regiones del norte de Europa hasta la década de 1950 cuando probablemente disminuyó debido a los cambios en la industria textil y casi desapareció. Más tarde ganó un renovado interés entre muchos historiadores textiles, arqueólogos, artesanos, y recreadores, por lo que hoy es una tradición artesanal exótica pero bien conservada.

## Técnica
El método crea una tela elástica utilizando hilos cortos y una aguja de un solo ojo que a menudo es ancha y plana. Los puntos son comúnmente, pero no invariablemente, calibrados envolviéndolos alrededor del pulgar. En su forma más simple, la aguja se pasa a través de un lazo de semilla para formar un nuevo lazo, teniendo cuidado de no apretarlo en un nudo firme. Luego se pasa la aguja a través del nuevo lazo, repitiendo el proceso hasta que se haya formado una cadena de la longitud deseada. Los puntos posteriores se forman de la misma manera, pero también se unen lateralmente al punto correspondiente de la cadeneta. El proceso extendido se repite de manera similar con referencia a la fila anterior en lugar de la cadena inicial. La tela se trabaja comúnmente en una sola dirección, "en redondo", formando espirales y tubos para calcetines y manoplas. El trabajo también se puede girar al final de una fila para tela "trabajada en plano".
En la actualidad, los artesanos a menudo usan una notación especializada llamada código Hansen para crear patrones y comunicar sobre la técnica de nålebinding. Este código ha sido desarrollado en 1990 por Egon Hanson, un experto en reconstrucción textil que trabajó en el Museo Moesgård en Dinamarca. El código Hansen es un sistema de codificación utilizado para indicar la trayectoria de la aguja a medida que se trabaja a través de la tela preexistente, con su paso por debajo de un lazo que se muestra como U y sobre un lazo como O. Una barra oblicua muestra dónde cambia la dirección del hilo y regresa a través de bucles que ya ha pasado. Si se salta un bucle, se pone una O o una U entre paréntesis. Si hay más de un cambio de dirección, se utilizan dos puntos. La conexión con la fila anterior se describe usando la letra F (si el hilo pasa a través del lazo desde el frente) o B (si el hilo pasa a través del lazo desde atrás), así como un número para mostrar cuántos lazos hay trabajado de esta manera. Las puntadas que se pueden describir de esta manera varían significativamente en apariencia, textura y elasticidad. Como ejemplo, el calcetín Coppergate descrito anteriormente se hizo en punto York, o UU/OO O F2. Como ejemplo para mostrar el uso de corchetes y dos puntos, la última puntada es U(U)O/UO:UO O. Algunas personas prefieren usar números en superíndice para describir la edad de los bucles pasados, ya que proporciona una descripción más clara para la encuadernación de la práctica que los corchetes y los dos puntos.
El hilo de lana se usa a menudo porque se pueden unir fácilmente tramos cortos, como lo requiere intrínsecamente la técnica. Sin embargo, el hilo hecho de fibras que no se sienten tan fácilmente se puede unir de otras maneras.
En la construcción del 'calcetín Coppergate', el trabajo comenzaba en la punta y se trabajaba en hileras circulares. El bucle continúa pasando la aguja por dos bucles de la vuelta anterior, uno de los cuales ya había sido tejido, y luego vuelve a pasar por los dos últimos bucles de la vuelta actual. Se creó un tejido pesado, grueso y con gran elasticidad. No se veían cabos sueltos y se cree que se unieron mediante empalmes o se cosieron en la tela. El modelado se logró agregando un lazo adicional o dejando un lazo inferior fuera de la secuencia. El talón se había girado sobre sí mismo varias veces para crear la forma del talón.

## Características
Hay quienes sostienen que el nålebinding es más laborioso y más lento que tejer. Esto no es necesariamente cierto, especialmente para las puntadas más simples, como las puntadas de Oslo, Mammen y Brodén. Aunque cada puntada puede llevar un poco más de tiempo que una de punto, el tejido nål suele ser más rápido que el tejido de punto, porque la altura de cada fila (en las técnicas de tejido nål más comunes) corresponde a 2 o 3 filas de tejido. También es más suave para los hombros, la espalda y las manos, y su tejido puede ser más denso y duradero que el tejido de punto. Todavía se usa en Perú e Irán para hacer calcetines, y en partes de Escandinavia para hacer sombreros, guantes y otros artículos que son muy cálidos.
Otro error común es pensar que el nålbinding es superior al tejido, porque requiere más habilidad. Es muy fácil de aprender y dominar; dada la instrucción adecuada, incluso las técnicas más complejas son bastante posibles de conocer con un conocimiento previo comparativamente pequeño (aunque se recomienda algo). Puede crear diferentes textiles, finos y flexibles, así como gruesos y rígidos, dependiendo de la técnica que se utilice.
Nålbinding no se deshace y, por lo tanto, no son necesarios bordes de acabado especiales. 